# Grand Prix Francie 1975
Grand Prix Francie 1975 (oficiálně LVXI Grand Prix de France) se jela na okruhu Circuit Paul-Ricard v Le Castellet, Var ve Francii dne 6. července 1975. Závod byl devátým v pořadí v sezóně 1975 šampionátu Formule 1.

## Závod
| Poř.   | No. | Jezdec                | Konstruktér     | Počet kol | Čas/Odstoupení | Pořadí na startu | Body |
| ------ | --- | --------------------- | --------------- | --------- | -------------- | ---------------- | ---- |
| 1      | 12  | Niki Lauda            | Ferrari         | 54        | 1:40:18.84     | 1                | 9    |
| 2      | 24  | James Hunt            | Hesketh-Ford    | 54        | + 1.59         | 3                | 6    |
| 3      | 2   | Jochen Mass           | McLaren-Ford    | 54        | + 2.31         | 7                | 4    |
| 4      | 1   | Emerson Fittipaldi    | McLaren-Ford    | 54        | + 39.77        | 10               | 3    |
| 5      | 27  | Mario Andretti        | Parnelli-Ford   | 54        | + 1:02.08      | 15               | 2    |
| 6      | 4   | Patrick Depailler     | Tyrrell-Ford    | 54        | + 1:07.40      | 13               | 1    |
| 7      | 23  | Tony Brise            | Hill-Ford       | 54        | + 1:09.61      | 12               |      |
| 8      | 17  | Jean-Pierre Jarier    | Shadow-Ford     | 54        | + 1:19.78      | 4                |      |
| 9      | 3   | Jody Scheckter        | Tyrrell-Ford    | 54        | + 1:31.68      | 2                |      |
| 10     | 5   | Ronnie Peterson       | Lotus-Ford      | 54        | + 1:36.02      | 17               |      |
| 11     | 21  | Jacques Laffite       | Williams-Ford   | 54        | + 1:36.77      | 16               |      |
| 12     | 15  | Jean-Pierre Jabouille | Tyrrell-Ford    | 54        | + 1:37.13      | 21               |      |
| 13     | 18  | John Watson           | Surtees-Ford    | 53        | + 1 kolo       | 14               |      |
| 14     | 7   | Carlos Reutemann      | Brabham-Ford    | 53        | + 1 kolo       | 11               |      |
| 15     | 31  | Gijs van Lennep       | Ensign-Ford     | 53        | + 1 kolo       | 22               |      |
| 16     | 22  | Alan Jones            | Hill-Ford       | 53        | + 1 kolo       | 20               |      |
| 17     | 14  | Bob Evans             | BRM             | 52        | + 2 kola       | 25               |      |
| 18     | 10  | Lella Lombardi        | March-Ford      | 50        | + 4 kola       | 26               |      |
| Ret    | 8   | Carlos Pace           | Brabham-Ford    | 26        | Převodovka     | 5                |      |
| Ret    | 6   | Jacky Ickx            | Lotus-Ford      | 17        | Brzdy          | 19               |      |
| Ret    | 30  | Wilson Fittipaldi     | Fittipaldi-Ford | 14        | Motor          | 23               |      |
| Ret    | 9   | Vittorio Brambilla    | March-Ford      | 6         | Šasi           | 8                |      |
| Ret    | 11  | Clay Regazzoni        | Ferrari         | 6         | Motor          | 9                |      |
| Ret    | 28  | Mark Donohue          | Penske-Ford     | 6         | Převodovka     | 18               |      |
| Ret    | 16  | Tom Pryce             | Shadow-Ford     | 2         | Převodovka     | 6                |      |
| DNS    | 20  | François Migault      | Williams-Ford   | 0         | Nestartoval    | 24               |      |
| Zdroj: |     |                       |                 |           |                |                  |      |

## Průběžné pořadí po závodě
Pohár jezdců
| Pořadí | Jezdec             | Body |
| ------ | ------------------ | ---- |
| 1      | Niki Lauda         | 47   |
| 2      | Carlos Reutemann   | 25   |
| 3      | Emerson Fittipaldi | 24   |
| 4      | James Hunt         | 22   |
| 5      | Carlos Pace        | 18   |
| Zdroj: |                    |      |

Pohár konstruktérů
| Pořadí | Konstruktér  | Body    |
| ------ | ------------ | ------- |
| 1      | Ferrari      | 50      |
| 2      | Brabham-Ford | 36 (38) |
| 3      | McLaren-Ford | 30,5    |
| 4      | Hesketh-Ford | 22      |
| 5      | Tyrrell-Ford | 20      |
| Zdroj: |              |         |